# Veli-Matti Lindström
Veli-Matti Olavi Lindström (Nastola, 15 novembre 1983) è un ex saltatore con gli sci finlandese, vincitore di medaglie olimpiche e iridate.

## Biografia
In Coppa del Mondo esordì il 1º gennaio 1999 a Garmisch-Partenkirchen (47°), ottenne il primo podio il 3 marzo 2001 a Oberstdorf (2°) e la prima vittoria il 17 marzo successivo a Planica.
In carriera prese parte a un'edizioni dei Giochi olimpici invernali, Salt Lake City 2002 (5° nel trampolino normale, 37° nel trampolino lungo, 2° nella gara a squadre), a una dei Campionati mondiali, Val di Fiemme 2003 (8° nel trampolino normale), e a due dei Mondiali di volo, vincendo una medaglia.

## Palmarès

### Olimpiadi
- 1 medaglia:
  - 1 argento (gara a squadre a Salt Lake City 2002)

### Mondiali di volo
- 1 medaglia:
  - 1 argento (gara a squadre a Planica 2004)

### Mondiali juniores
- 4 medaglie:
  - 2 ori (trampolino normale, gara a squadre a Karpacz/Szklarska Poręba 2001)
  - 1 argento (gara a squadre a Saalfelden 1999)
  - 1 bronzo (gara a squadre a Štrbské Pleso 2000)

### Coppa del Mondo
- Miglior piazzamento in classifica generale: 15º nel 2004
- 11 podi (5 individuali, 6 a squadre):
  - 4 vittorie (a squadre)
  - 4 secondi posti (2 individuali, 2 a squadre)
  - 3 terzi posti (individuali)

#### Coppa del Mondo - vittorie
| Data            | Località | Nazione   | Trampolino                                                                        |
| --------------- | -------- | --------- | --------------------------------------------------------------------------------- |
| 17 marzo 2001   | Planica  | Slovenia  | Letalnica K185 (con Jussi Hautamäki, Risto Jussilainen e Tami Kiuru)              |
| 9 dicembre 2001 | Villach  | Austria   | Villacher Alpenarena K90 (con Toni Nieminen, Matti Hautamäki e Risto Jussilainen) |
| 2 marzo 2002    | Lahti    | Finlandia | Salpausselkä K116 (con Matti Hautamäki, Risto Jussilainen e Janne Ahonen)         |
| 21 marzo 2003   | Planica  | Slovenia  | Letalnica K185 (con Tami Kiuru, Matti Hautamäki e Janne Ahonen)                   |

#### Torneo dei quattro trampolini
- 1 podio di tappa[1]:
  - 1 secondo posto